# NO FEELING PHIMOSIS
NO FEELING PHIMOSIS（ノー フィーリング フィモシス）は、日本のヴィジュアル系バンドグループ、KLACKのデビューアルバム。2005年8月31日に発売された。

## トラックリスト
- DOESN'T MATTER
- HOU TO FRIG
- HOLIDAY
- 38℃
- ORIENTAL FUCK LAND
  - 内容はディズニーランドを皮肉った曲。歌詞カードにはミッキーマウスが黒く塗りつぶされている。
- INTIFADA 2003 -ORCH. VER-
- STUPID IS ROYAL AND YOU ARE JUST A PETIT BOURGEOIS
- G.T.M
- HYPOCRITE
- FOR RESOLUTION REGARDING THE DECLINING OF FERTILITY PROBLEM REFER TO KLACK
  - ギターの演奏だけの曲。最後に台詞らしき声がある。
- BEAUTIFUL DAYS
- DIE WAY
  - ライヴのラストの時に歌う定番の曲。KLACKの曲の中では4分01秒と言う唯一、長い曲でもある。英語の歌詞では、一部、黒く塗りつぶされている部分が書かれているが、日本語では、なぜか全て黒く塗りつ塗りつぶされている。